# Вилла Барбаро
Вилла Барбаро в Мазере, Вилла Барбаро Басадонна Манин Джакомелли Вольпи (итал. Villa Barbaro, Villa Barbaro Basadonna Manin Giacomelli Volpi) — вилла, построенная по проекту выдающегося венецианского архитектора Андреа Палладио между 1558—1560 годами для известного гуманиста, патриарха Аквилеи Даниэле Барбаро и его брата Маркантонио. Располагается недалеко от городка Мазер в провинции Тревизо области Венето. Своей славой вилла обязана фресковым росписям, выполненным в стиле тромплёй венецианским живописцем Паоло Веронезе. По разнообразию композиционных решений росписи не имеют себе равных в его творчестве.
Комплекс построек виллы, в который также входит стоящий на отдалении «храмик» (Темпьетто; не путать с Темпьетто архитектора Браманте в Риме), в 1996 году был включен ЮНЕСКО вместе с другими виллами Палладио в регионе Венето в список объектов Всемирного наследия.

## История виллы

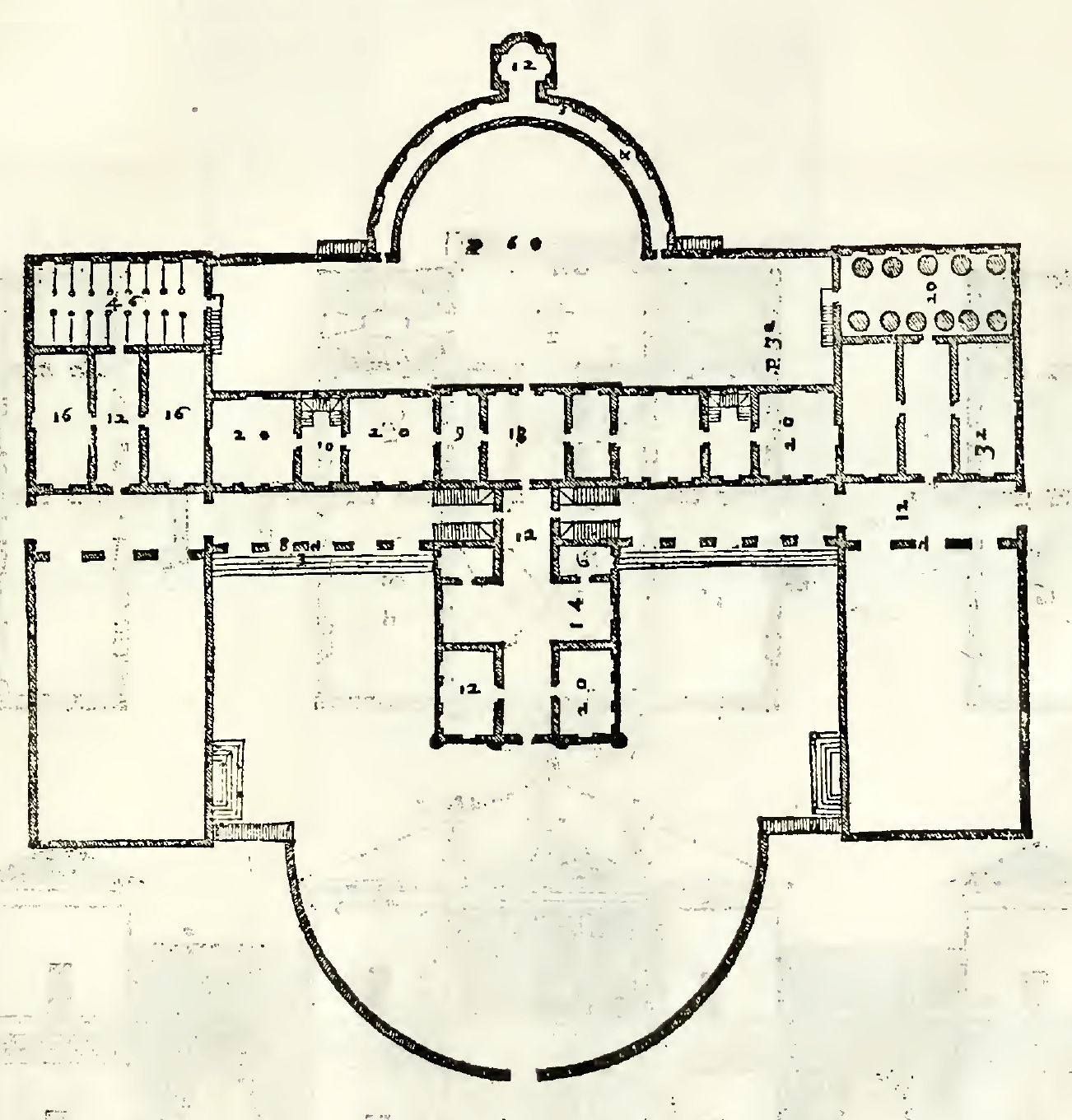
План виллы Барбаро. Иллюстрация из второй книги трактата А. Палладио «Четыре книги об архитектуре» (I quattro libri dell’architettura, 1554)

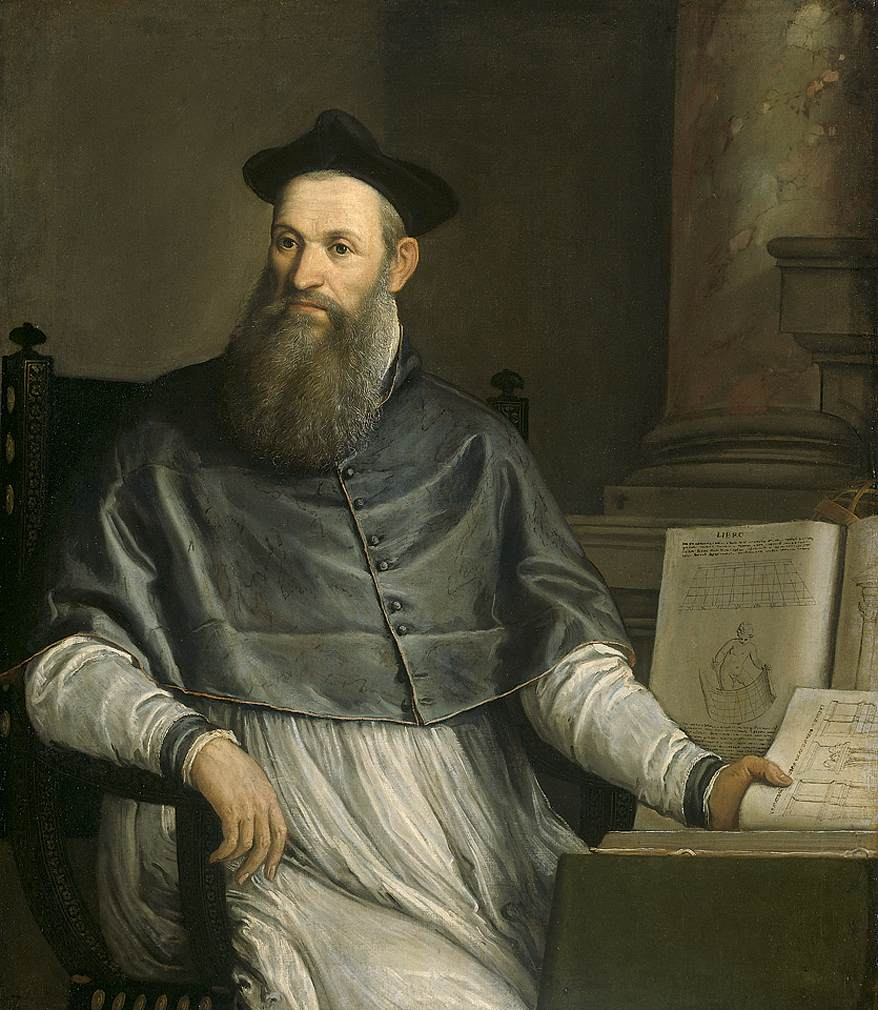
П. Веронезе. Портрет Даниэле Барбаро. Между 1561 и 1565 гг. Холст, масло. Рейксмюсеум, Амстердам

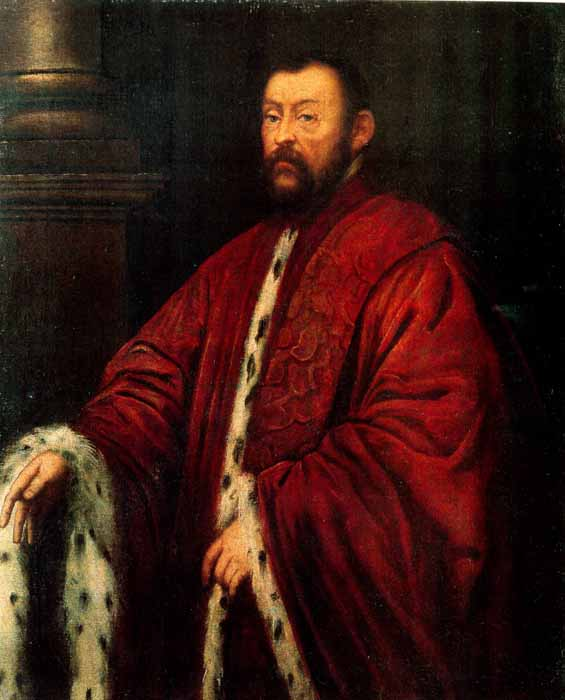
Тинторетто. Портрет Маркантонио Барбаро. 1593. Холст, масло. Национальный музей искусств Румынии, Бухарест

Вилла стоит на полпути к холмам Асоло, недалеко от источника, который, согласно традиции, был местом языческого поклонения, а затем — христианского храма, прежде чем стать частью семейного наследия Барбаро. Точное время строительства виллы неизвестно: одни историки датируют постройку периодом между 1560 и 1570 годами, другие относят завершение работ к 1558 либо к 1560 году: именно в этот год Палладио доставил Даниэле Барбаро чертежи для его работы над комментариями к трактату древнеримского архитектора Витрувия «Десять книг об архитектуре» (лат. De architectura libri decem, 13 г. до н. э.).
Даниэле Маттео Альвизе Барбаро (8 февраля 1514 — 13 апреля 1570) был прелатом, теологом и дипломатом, послом Венецианской республики в Англии, с 1550 года патриархом Аквилеи. Слава Барбаро в основном связана с его достижениями в области философии, искусства, литературы, математики и оптики. Выдающийся итальянский гуманист, он был учеником Пьетро Бембо, другом и поклонником Торквато Тассо, покровителем Андреа Палладио. Он также был архитектором, теоретиком архитектуры, переводчиком и комментатором Витрувия. Франческо Сансовино считал Даниэле одним из трёх, наряду с Палладио и отцом Франческо Якопо, лучших венецианских архитекторов. Даниэле Барбаро — утончённый человек, глубокий знаток античной архитектуры и наставник Палладио после смерти Джанджорджо Триссино в 1550 году. Палладио и Барбаро вместе посетили Рим, и архитектура виллы отражает их общий интерес к античным зданиям, которые они там изучали. В Риме в 1554 году они вместе завершали подготовку первого перевода и критического издания трактата «Об архитектуре» Витрувия.
Даниэле Барбаро в 1556 году осуществил перевод на итальянский язык и написал комментарии к трактату Витрувия (I dieci libri dell’architettura di M. Vitruvio tradutti et commentati da monsignor Barbaro. Venezia, 1556), а в 1567 году опубликовал исправленное итальянское издание и латинский текст с собственными комментариями под названием «M. Vitruvii de architectura, Venezia, 1567. Le illustrazioni dell’opera del Barbaro furono realizzate da Andrea Palladio». Оригинальные иллюстрации сочинения Витрувия не сохранились, а иллюстрации издания Барбаро были сделаны Андреа Палладио и награвированы Иоганном Кригером. Комментарий Барбаро важен не только в качестве примера изучения истории архитектуры, но и как вклад в область ренессансной эстетики в целом. Более ранние переводы были сделаны Фра Джованни Джокондо (1511) и Чезаре Чезариано (1521), но работа Барбаро считается наиболее точной. Барбаро объяснил некоторые из сложных технических разделов и прокомментировал отношения архитектуры и природы, но признавал, что теоретический и археологический опыт Палладио во многом способствовал успеху его работы. Весьма вероятно, что Даниэле работал вместе с Палладио над проектом виллы, который был завершён в 1557 году.
В последующие годы вилла переходила от потомков Маркантонио Барбаро к семье Тревизано, от них к Басадонне, затем к членам семьи Людовико Манин, последнего дожа Венецианской республики. В 1838 году владельцы продали виллу Джан Баттиста Колфераи, ранее арендовавшему отдельные помещения, но его наследники довели виллу до полного запустения. В 1850 году фриульский промышленник Санте Джакомелли приобрёл виллу Барбаро и произвёл тщательную реставрацию.
Во время Первой мировой войны в здании размещалось командование генерала Скиллачи. Армейские батареи вели огонь с холмов за рекой Пьяве, но здание чудом не пострадало. В 1934 году его приобрел Джузеппе Вольпи ди Мисурата, который доверил его заботе своей дочери Марины, она поселилась на вилле и на протяжении многих лет продолжала реставрационные работы. В последние годы на вилле Барбаро проживают наследники дочери Марины.
К комплексу виллы относятся музей старинных карет и экипажей, собственные виноградники, под которые отведено 33 из 230 гектар поместья. Земли под культивирование винограда и производство вина были предусмотрены ещё проектом Палладио. Существующая ныне винодельня, производящая вино DOCG, названное в честь виллы, построена в 1850 году на холмах Асоло в отдалении от виллы. Вина, производимые здесь, относятся к категории Montello and Colli Asolani Denominazione di Origine Controllata|D.O.C..

## Архитектура виллы
Личности обоих заказчиков, братьев Барбаро, несомненно, повлияли на архитектурный проект: стремление придать вилле сакральный смысл приписывают Даниэле, теологу, философу и патриарху Аквилеи, а проект нимфея, расположенного за виллой, — Маркантонио, энергичному политику и администратору, но в то же время тонкому знатоку истории архитектуры. Очевидно, что композиционным прообразом виллы Барбаро являются не венецианские виллы-фермы, а большие римские ренессансные загородные резиденции (лат. Villa Suburbana), такие как вилла Джулия (построенная в 1550—1555 годах Джакомо да Виньолой и Бартоломео Амманати в стиле маньеризма для папы Юлия III) или Вилла д’Эсте, построенная Пирро Лигорио в Тиволи для кардинала Ипполито II д’Эсте (1560), которому Д. Барбаро посвятил своё издание трактата Витрувия. Скульптурное оформление главного корпуса и сада в 1560—1562 годах осуществил Алессандро Витториа.
Общая композиция виллы уникальна, она не повторяется, в отличие от других вилл Палладио. Центральный корпус виллы значительно выделяется по сравнению с боковыми и типичными для Палладио крытыми гаререями-аркадами (прообразами которых являются сельские навесы для скота). Идеально симметричная композиция создаёт динамичный эффект угловой перспективы, если смотреть на виллу вдоль дороги, слегка изгибающейся у подножия холма. Высота фасада, возвышающаяся над низким подиумом, имеет интересные аналогии с фасадом храма Портуна на Бычьем форуме (лат. Forum Boarium) в Риме, проанализированном Палладио в тринадцатой главе последней из его четырех книг по архитектуре: четыре полуколонны ионического ордера поддерживают антаблемент, увенчанный тимпаном, заполненным скульптурным декором.

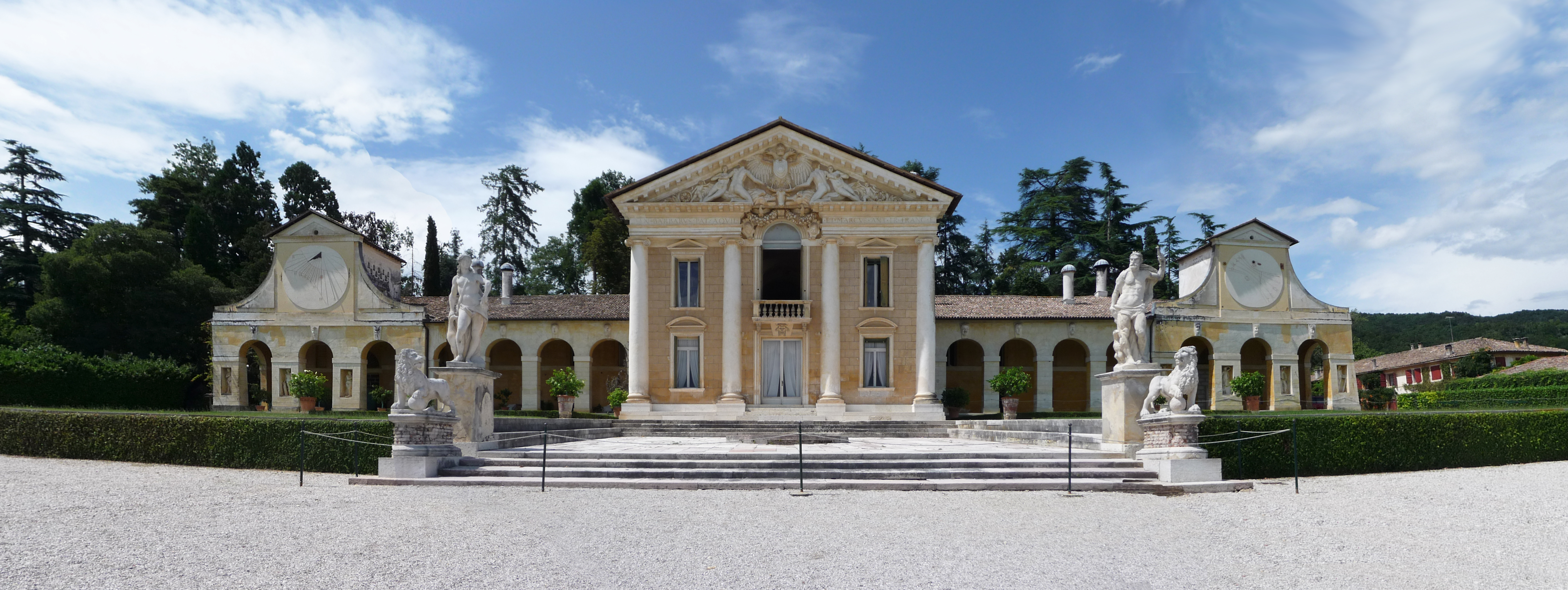
Общий вид виллы Барбаро
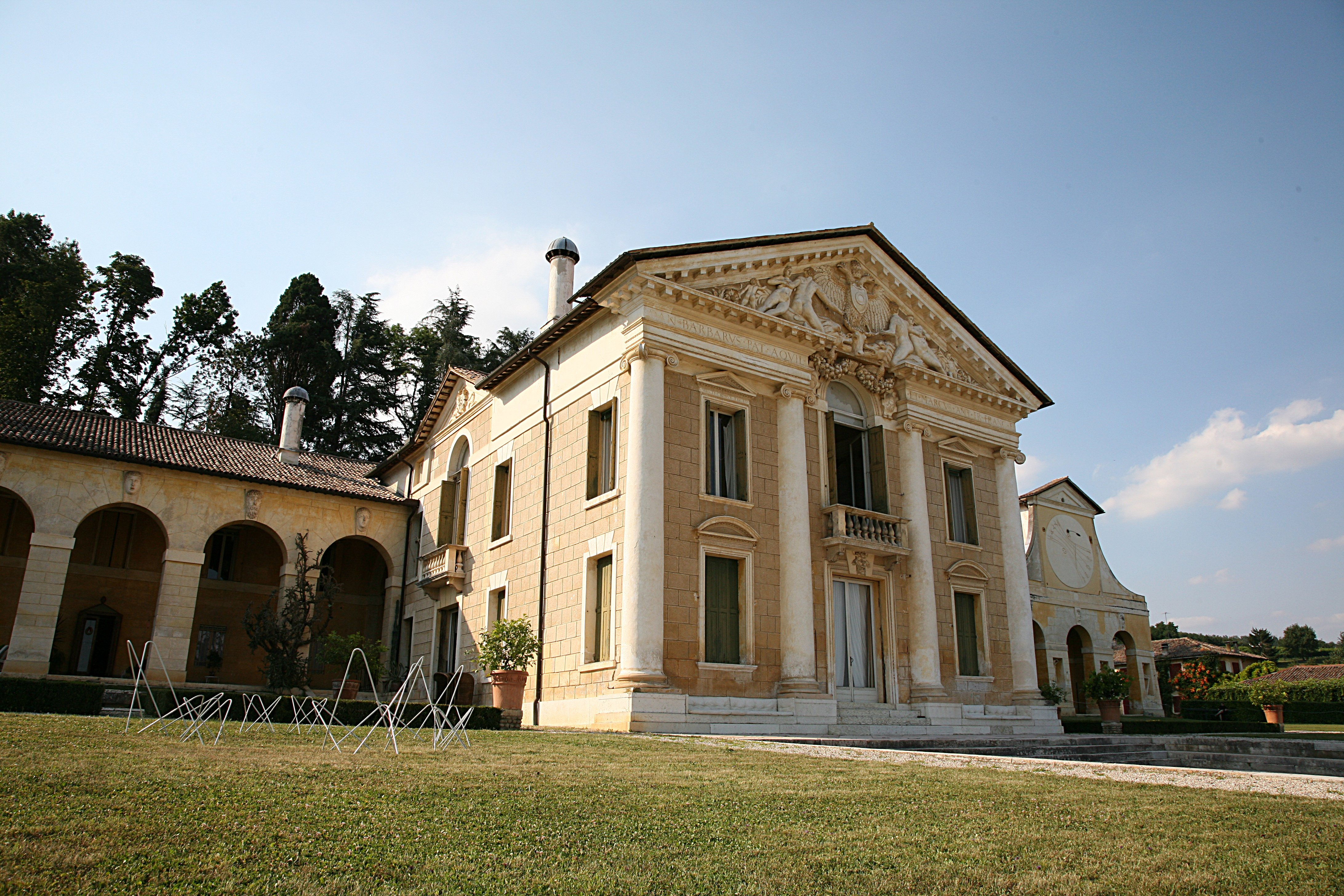
Главный корпус
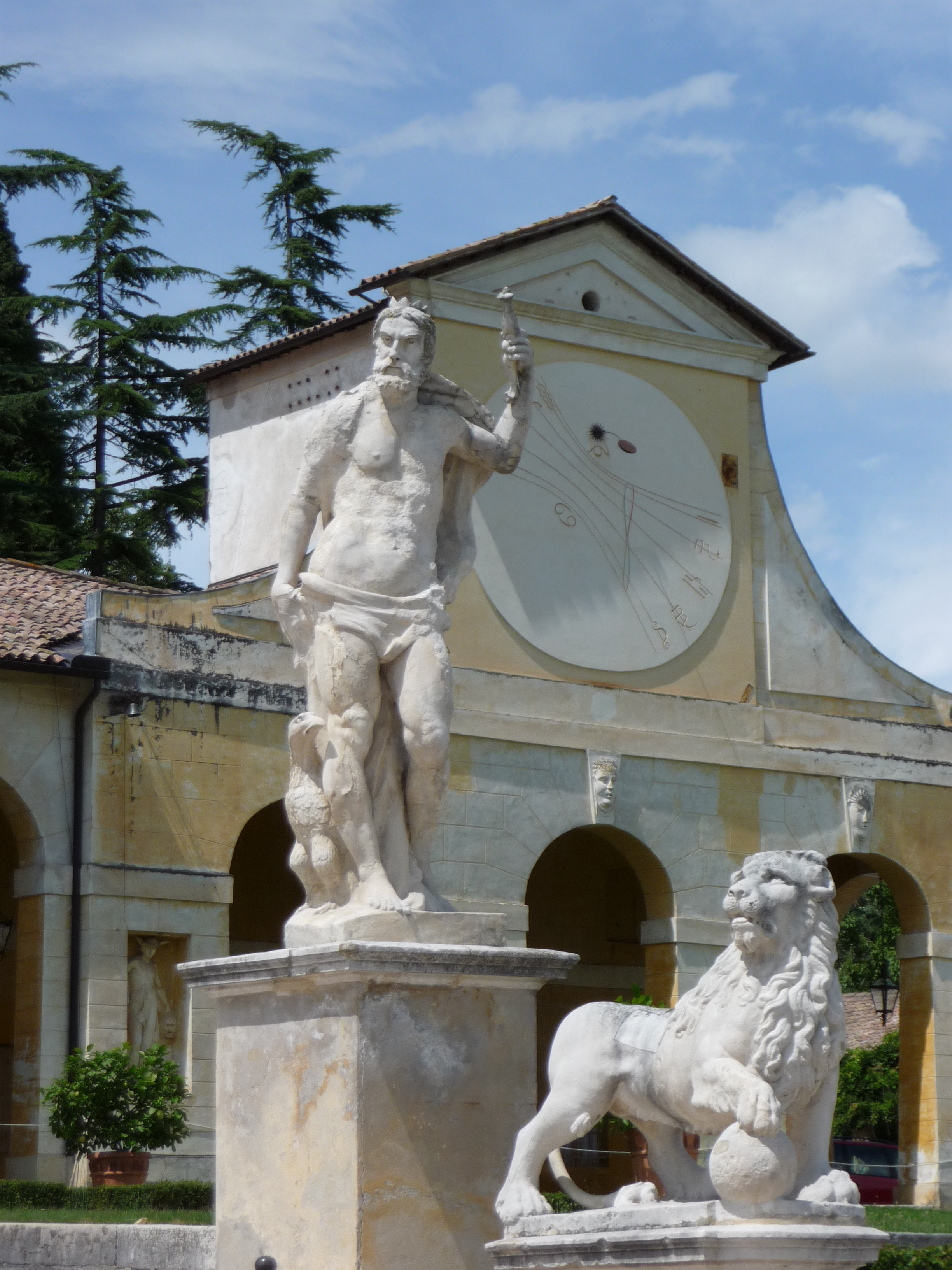
Cкульптуры и солнечные часы
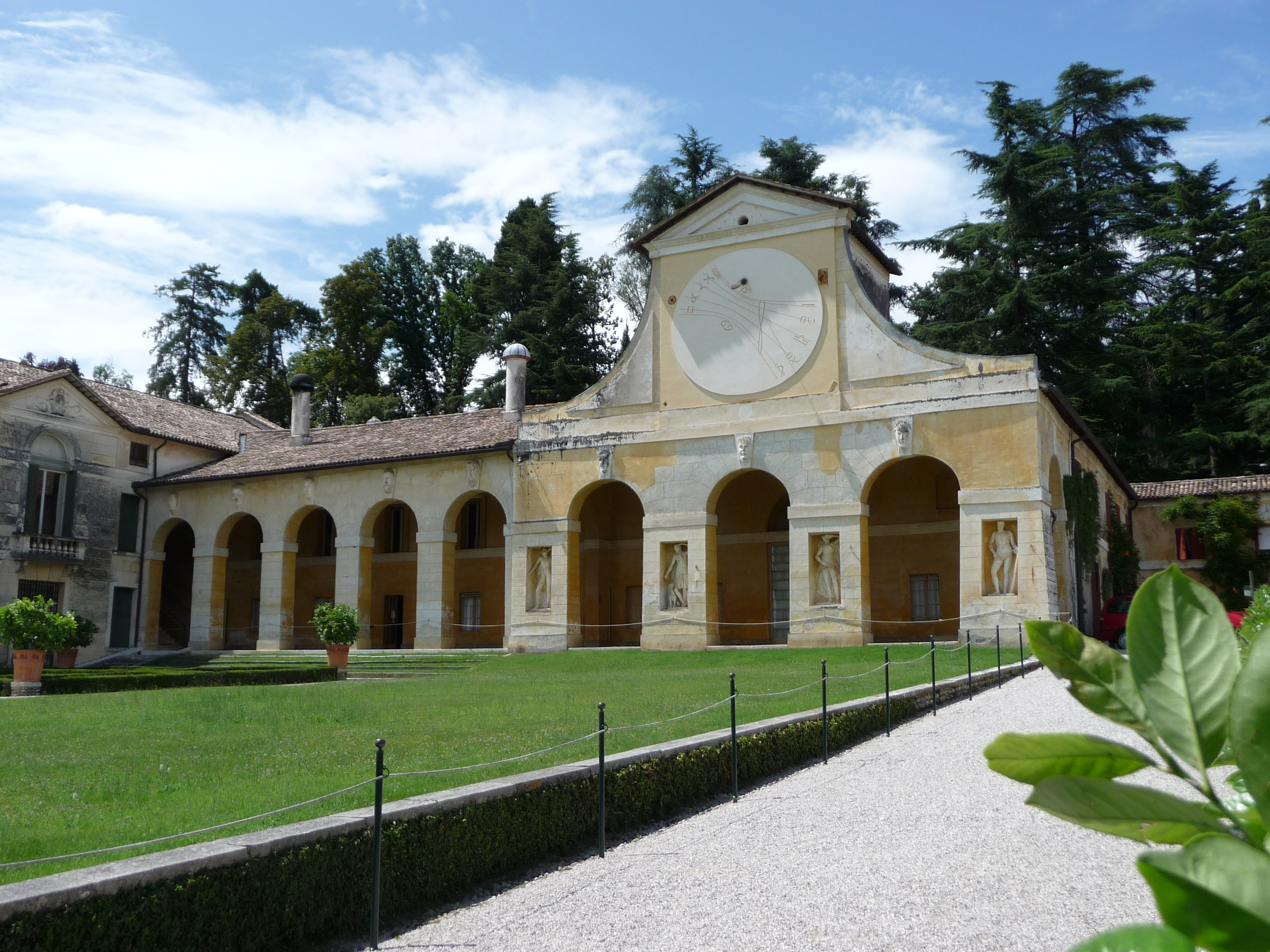
Боковой корпус
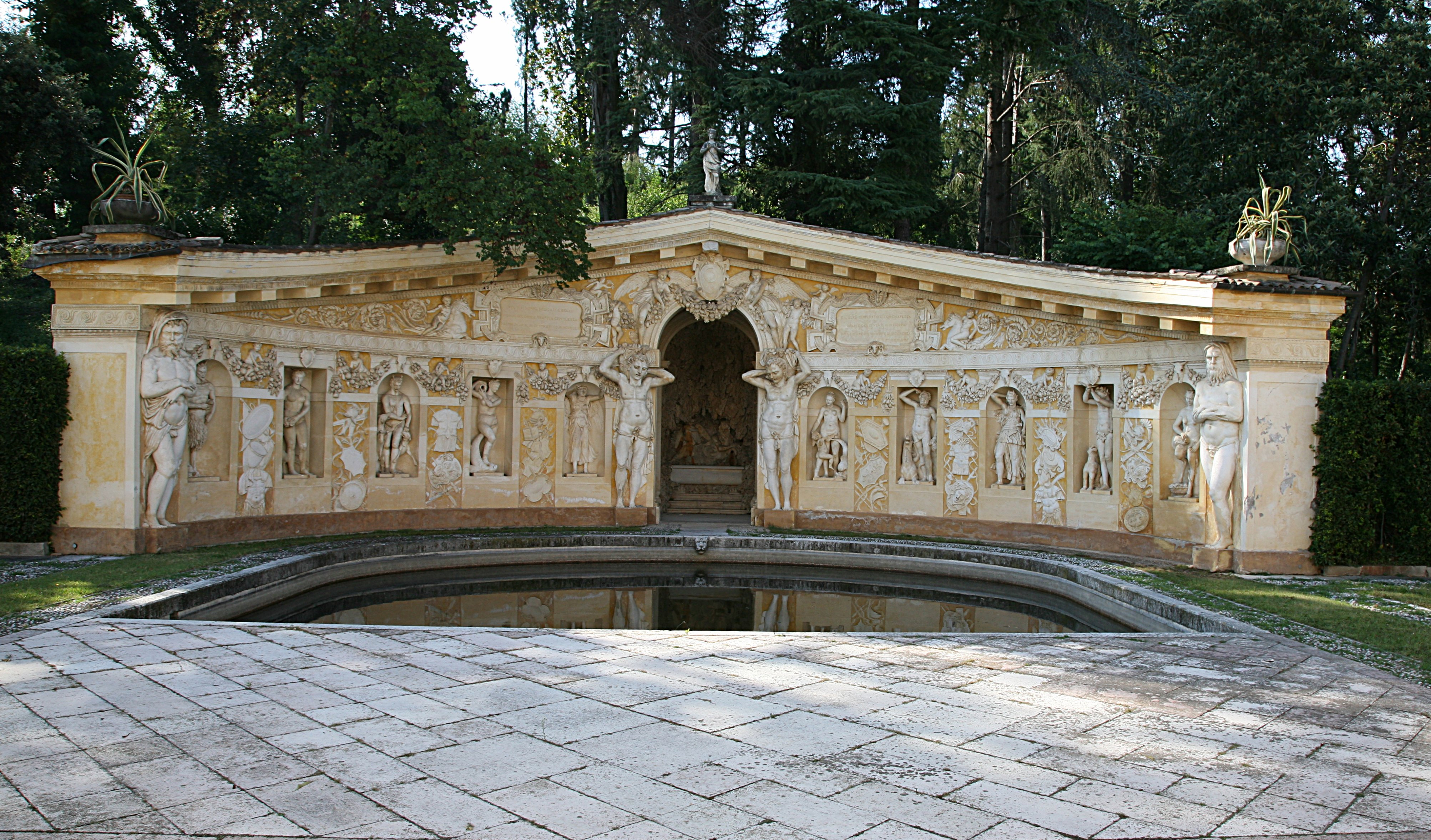
Нимфей
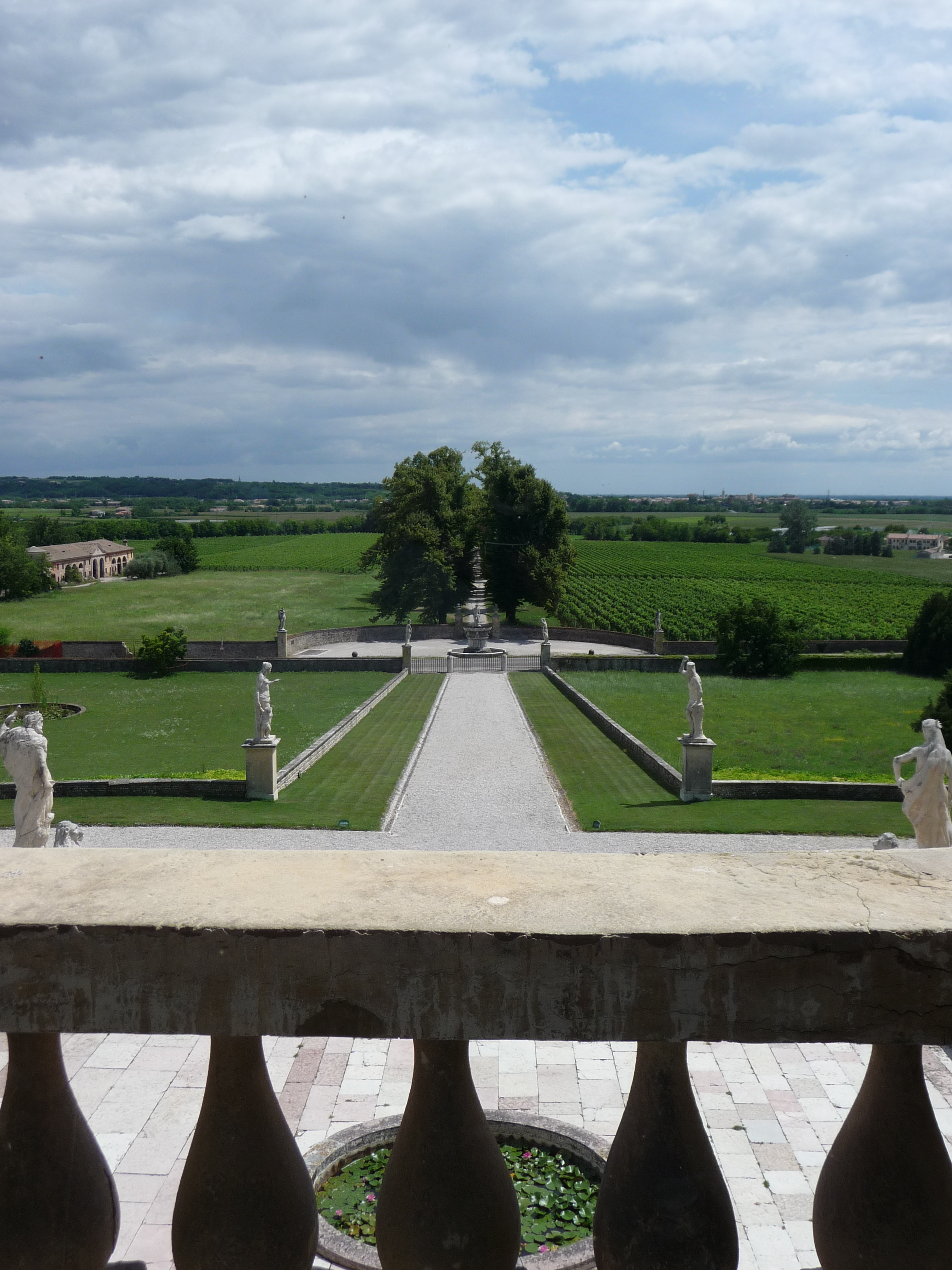
Парк
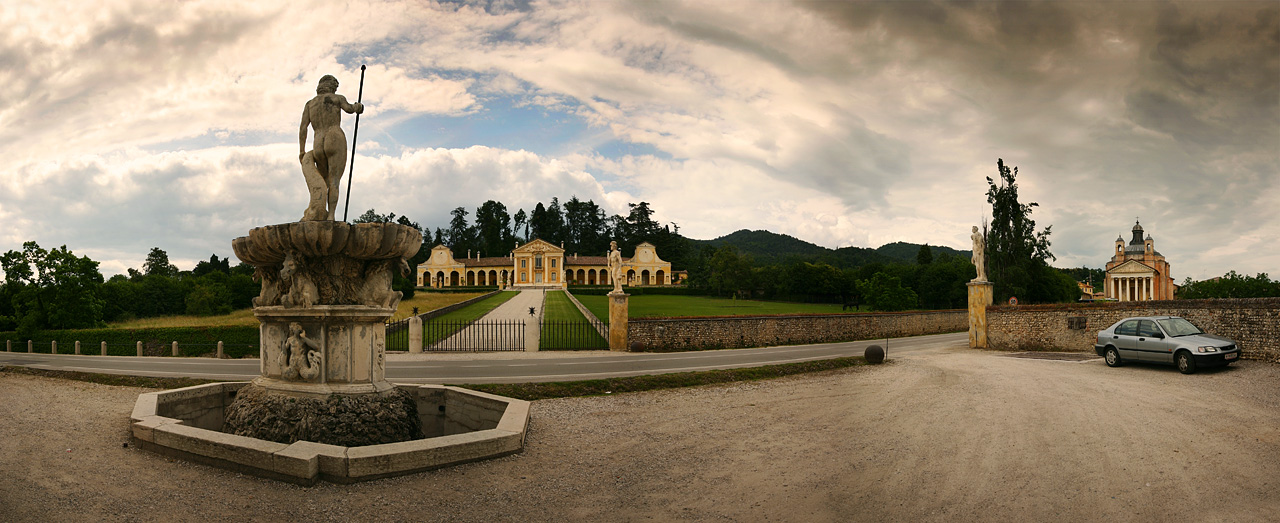
Панорама усадьбы со статуей Нептуна. Справа: Темпьетто

На фризе центрального корпуса читается посвятительный эпиграф «DAN•BARBARUS•PAT•AQUIL — ET•MARCUS•ANT•FR•FRANC•E». Боковые корпуса имеют высокие аттики, увенчанные треугольными фронтонами. На них расположены солнечные циферблаты: один, на западной стороне, отмечает время и начало времён года, другой, на востоке, — зодиакальный календарь, ежемесячно указывает дату вхождения Солнца в соответствующий знак Зодиака.
От виллы спускается широкая лестница, окружённая садами, когда-то украшенными живыми изгородями из самшита, образующими элегантные узоры в соответствии с модой типично «итальянского сада» на нескольких высотных уровнях. Сады продолжаются за полукруглой экседрой с фонтаном Нептуна в центре, а ещё дальше — в обрамлённой деревьями аллее, ведущей к равнине.
Позади главного корпуса открывается «тайный сад» (il giardino segreto) с рыбным прудом и экседрой нимфея. Последний также напоминает структуру храма: вытянутый изогнутый фасад обогащён лепниной: букраниями, фестонами, херувимами и трофеями. Десять ниш украшены статуями, представляющими античных богов и героев. Четыре теламона поддерживают низкий антаблемент с волнообразным мотивом и над ним тимпан с херувимами и цветочными мотивами. В тимпане симметрично помещены два «таблинума» с текстом: «(Образы нежных и красивых женщин, проницательных и любезных, мастериц оружия, коней и птиц и воздух, умеренный и чистый, ласковые и сладкие ветры отпустят тебя: полный любви, гордости и богатства» (Volti di donne delicati e belli, uomini accorti e tratti a gentilezza, mastri in arme, in destrieri ed in uccelli e l’aere, temperato, e con chiarezza, soavi e dolci venti vi disserra: pien d’amore, d’onore e di ricchezza).

## Интерьеры
Внутренние помещения виллы Барбаро расписаны выдающимся венецианским живописцем Паоло Веронезе, причём он не просто украсил фресками стены, а создал то, что считается до настоящего времени одним из самых необычных произведений венецианского чинквеченто (шестнадцатого века). Сила и качество созданного художником иллюзорного живописного пространства, перекрывающего палладианскую архитектуру, даже дают основание предположить существование некоего художественного конфликта между росписью и архитектурой, тем более что Веронезе не упоминается в заголовке таблицы, посвящённой вилле Барбаро в трактате Палладио «Четыре книги об архитектуре». Вероятно, сам Палладио предоставил Веронезе полную свободу в живописной концепции внутреннего пространства виллы.
Основная тема цикла росписей — «прославление жизни и молодости посредством античной мифологии и проникнутых классическим духом пейзажей» — типична для искусства итальянского Возрождения. Показательно также «вкрапление жанровых эпизодов в мир мифологических образов и аллегорий», что характерно для периода итальянского маньеризма. Кроме того замечено, что пейзажи, написанные в комнатах, взяты из серии офортов, опубликованных Иеронимом Коком в 1551 году, и из работ Джамбаттисты Питтони, появившихся в 1561 году. Таким образом, есть веские основания полагать, что Веронезе работал над циклом росписей между 1560 и 1561 годами.
Ещё одна характерная деталь: появляющиеся в композиции росписей как бы мимоходом выглядывающие из написанных на стенах дверей, окон и балюстрад реальные обитатели виллы. Так в одной из люнет «Зала Олимпа» изображена, по-видимому, хозяйка виллы, синьора Джустиниани-Барбаро со своей кормилицей, а в люнете напротив, возможно, два её сына. Пейзажи, видимые как бы сквозь пролёты в стенах и в просветах колоннад, люди, выходящие и входящие через мнимые двери, соотносят росписи Веронезе с традициями искусства квадратуры.
Первой вероятно была расписана фресками «Комната Олимпа», за ней последовали «Перекрёстная комната» (Sala a crociera) и два помещения, обращённые к фасаду, и другие малые помещения. Для «Перекрёстной комнаты» Веронезе создал сложную мнимую архитектуру с колоннами, барельефами и нишами, в которых фальшивые двери населены разными персонажами, а большие балконы с пейзажами перекликаются с реальными за большими окнами.

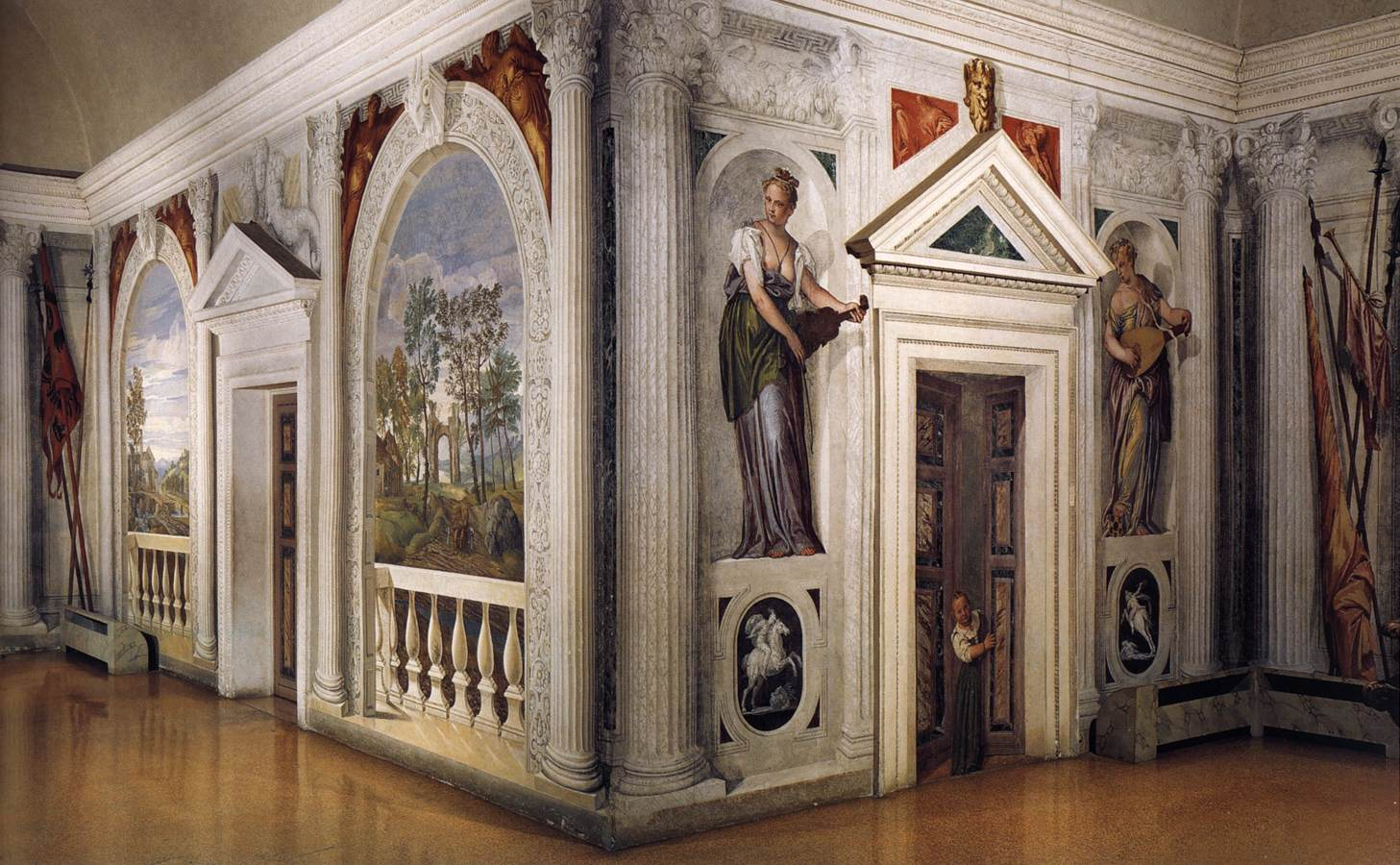
Росписи «Перекрёстной комнаты»
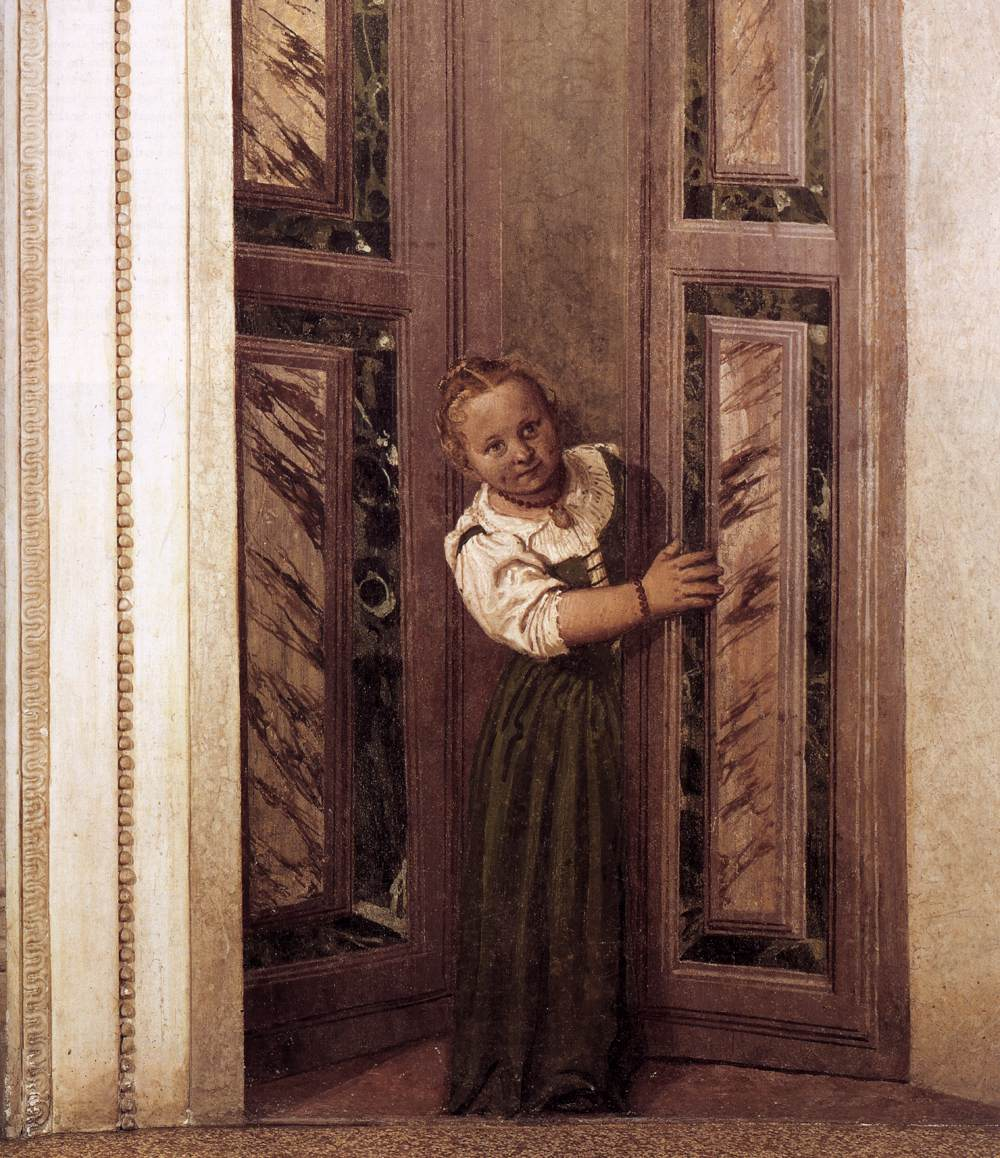
Деталь росписи
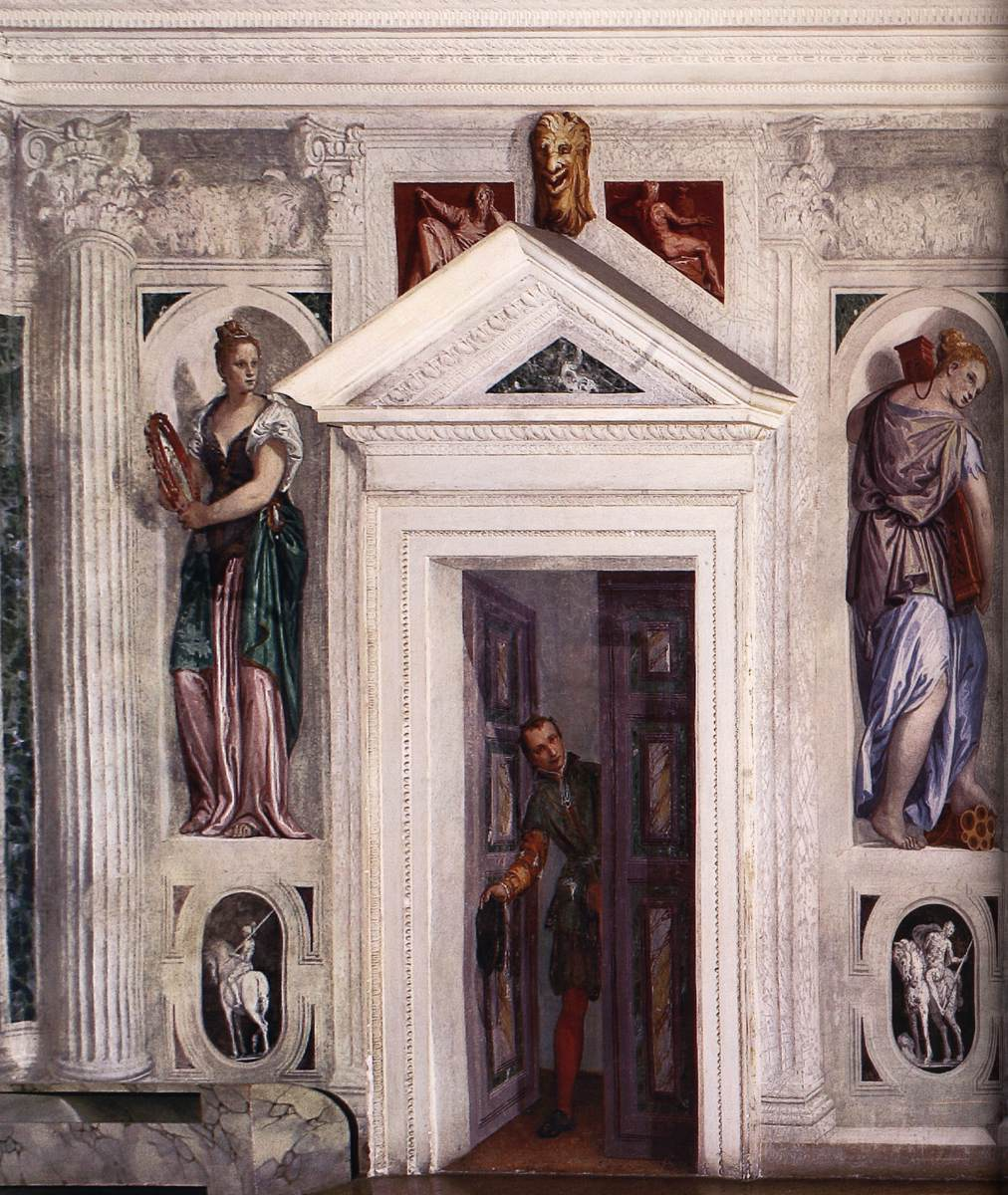
Слуга
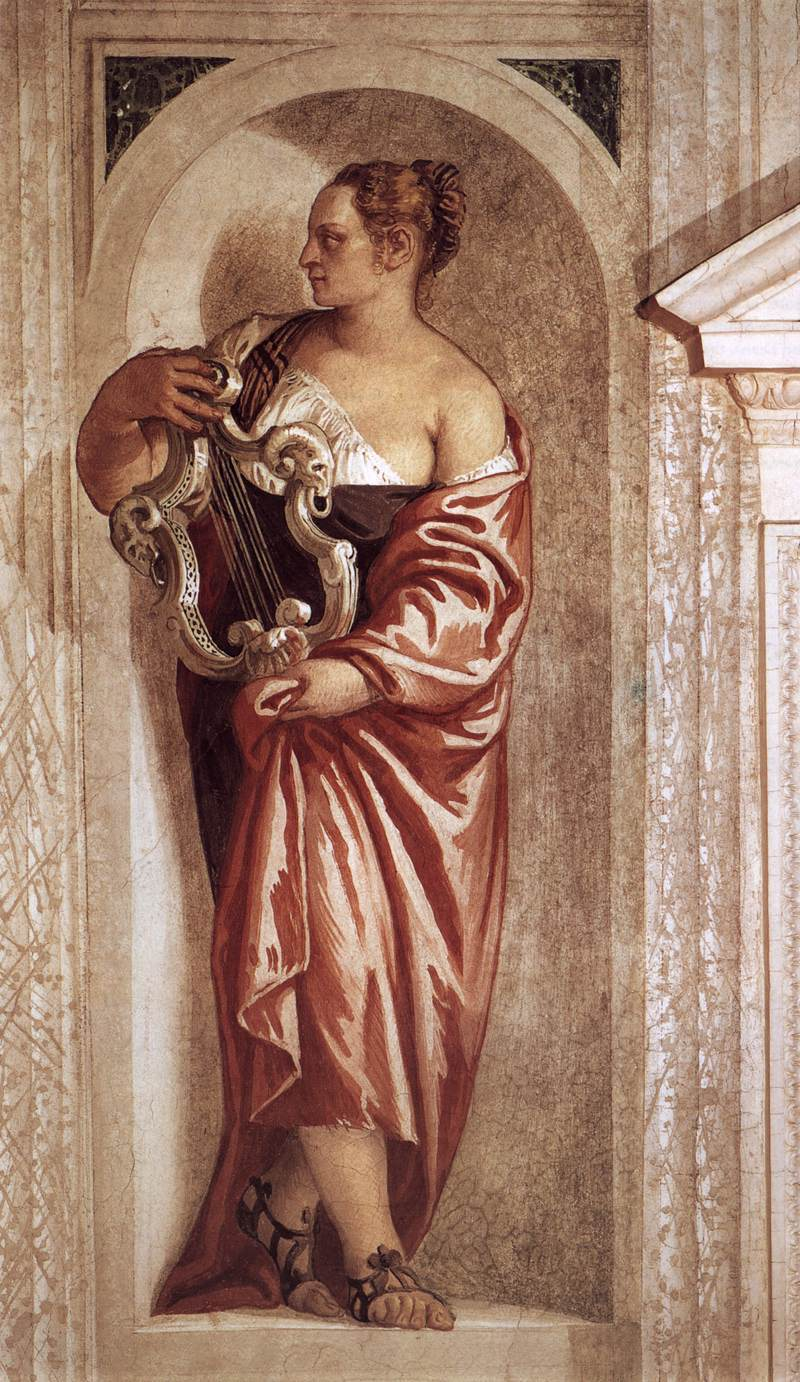
Муза с лирой
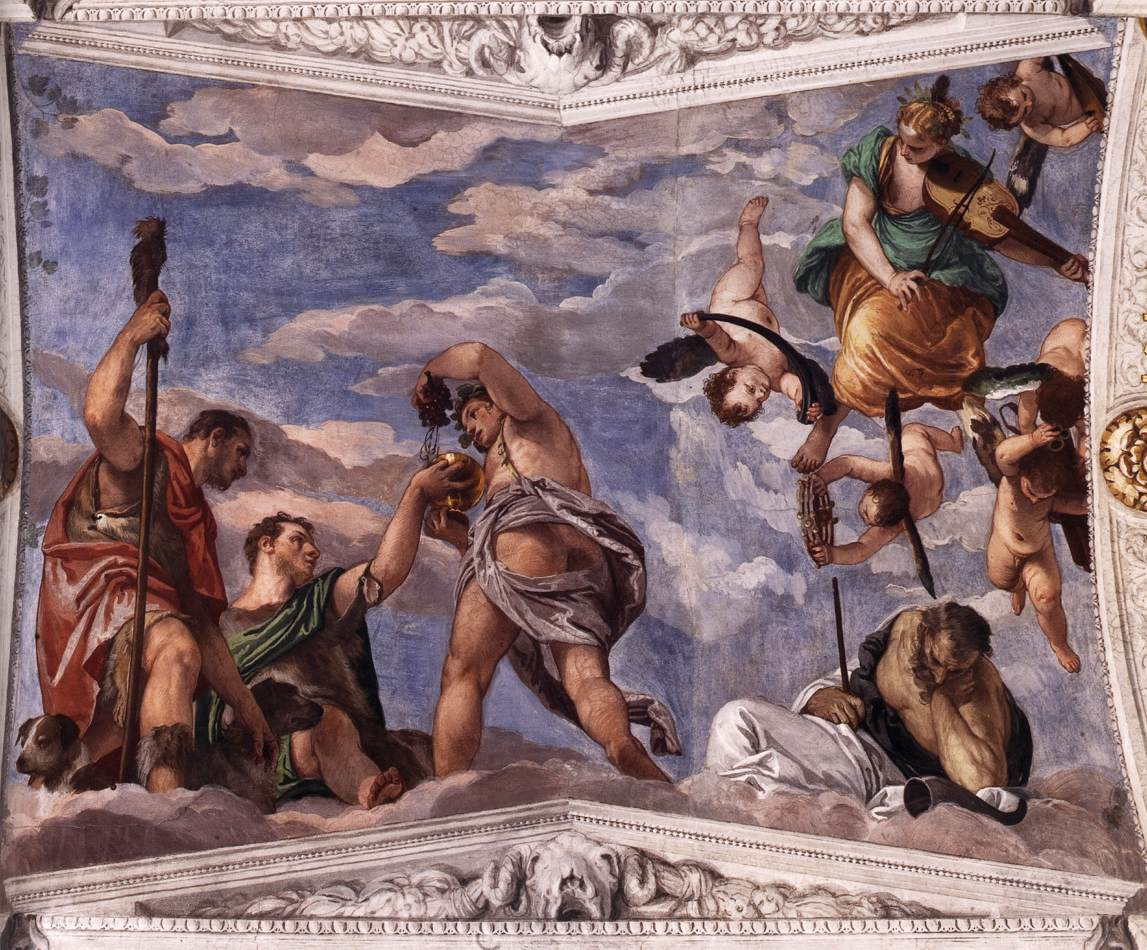
Вакх угощает вином пастухов. Плафон «Зала Вакха»
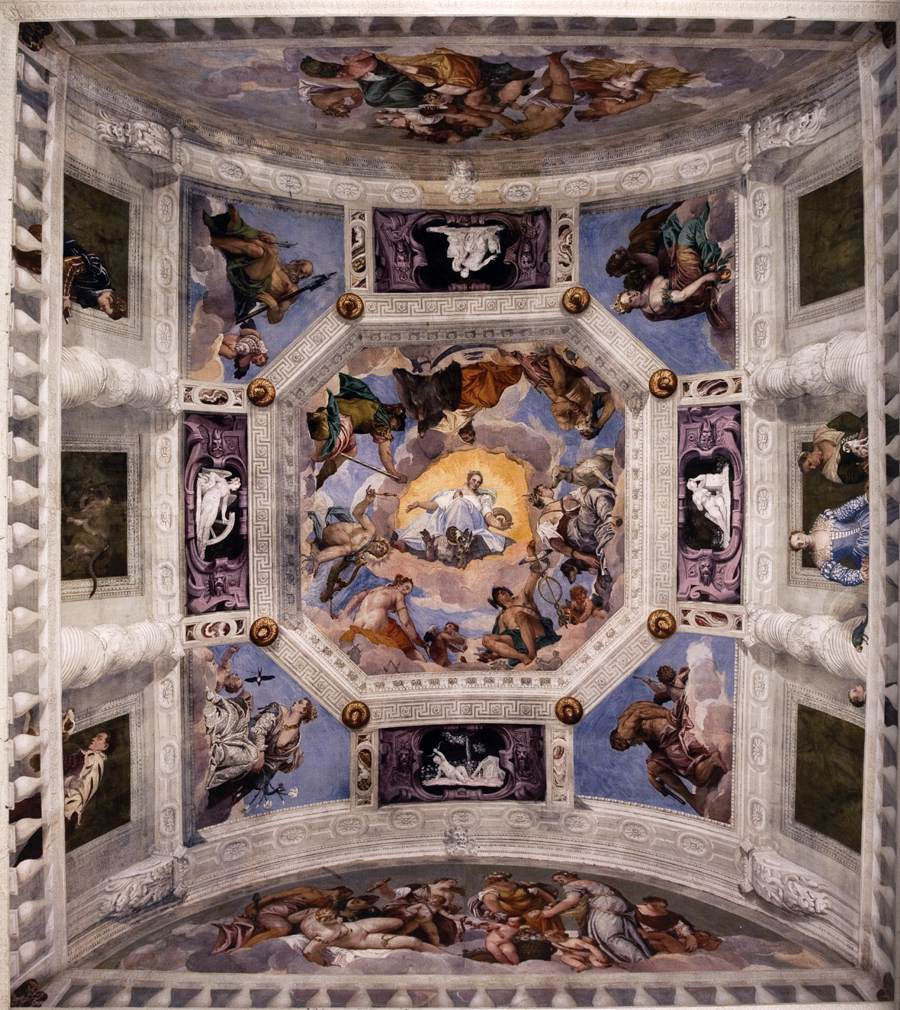
Свод «Зала Олимпа»
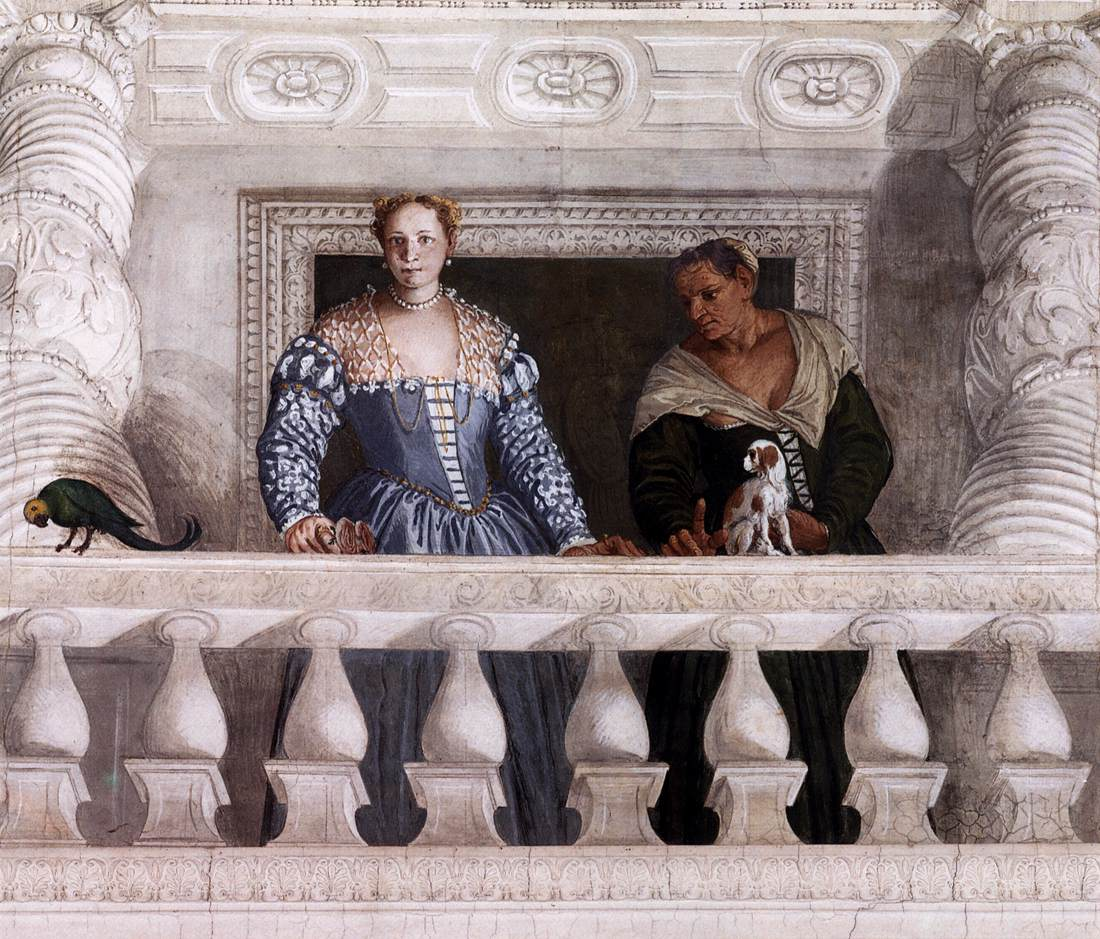
«Балкон» Люнета. Джустиниани-Барбаро
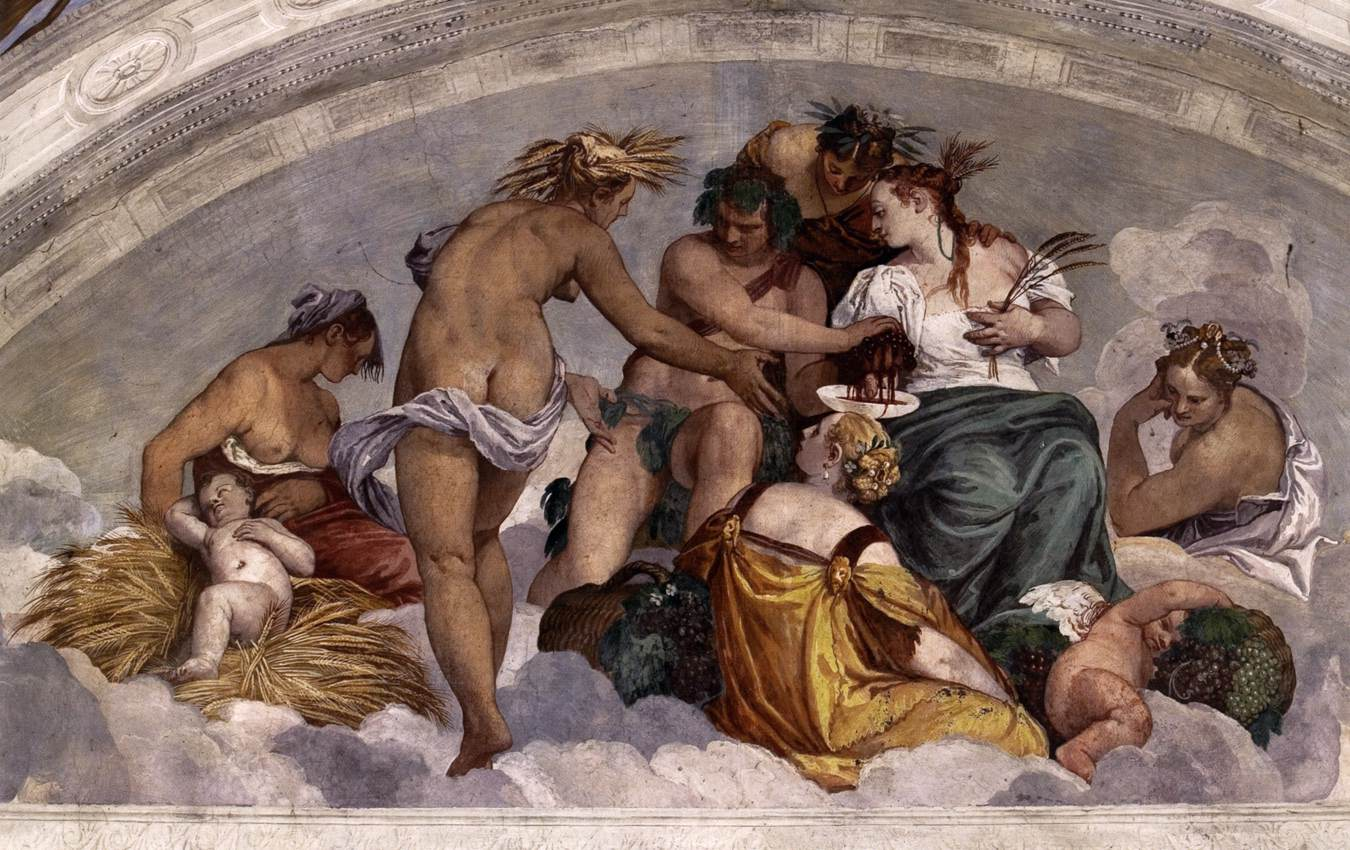
Вакх, Церера и нимфы. Люнет «Зала Олимпа»
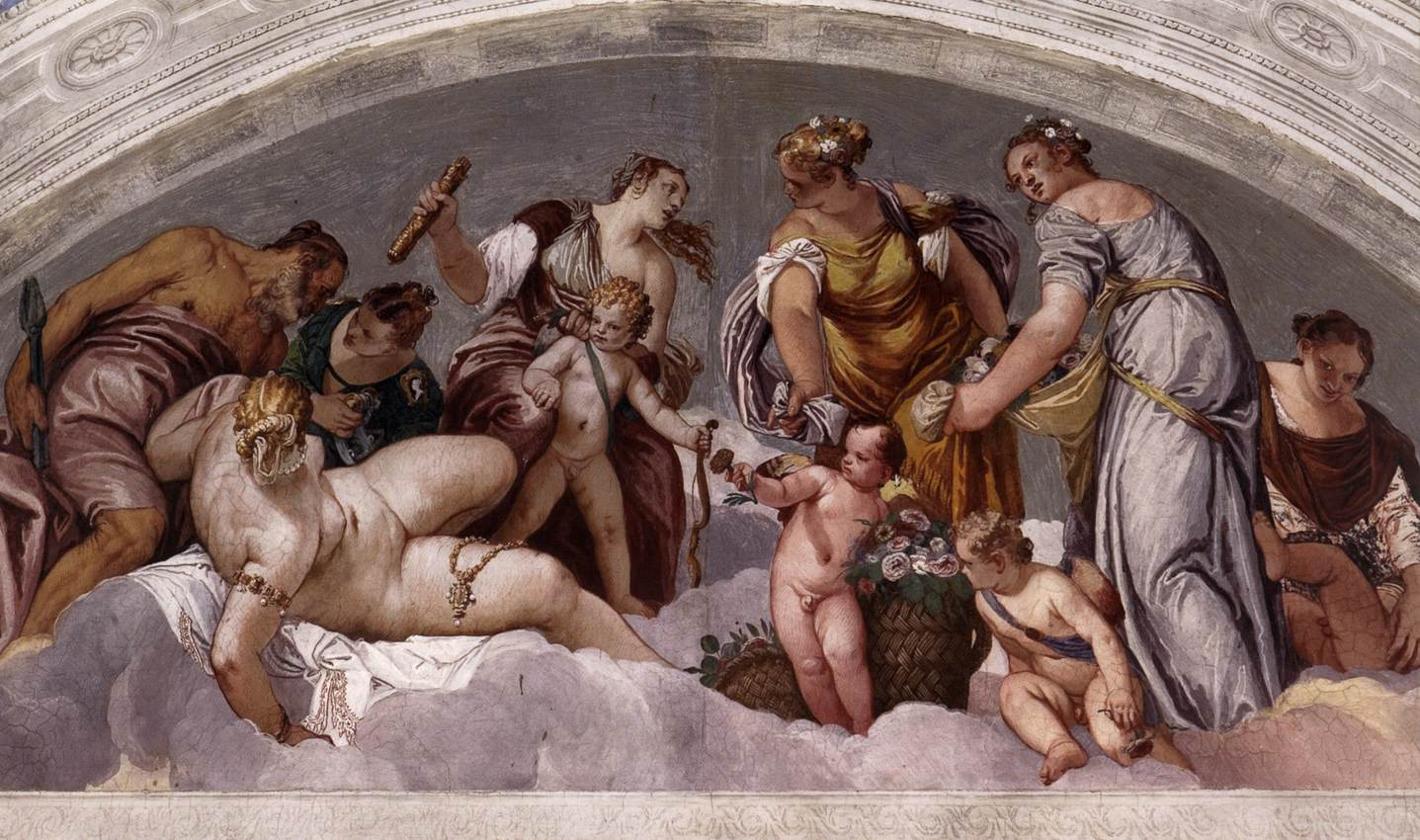
Вулкан и Венера. Люнет «Зала Олимпа»
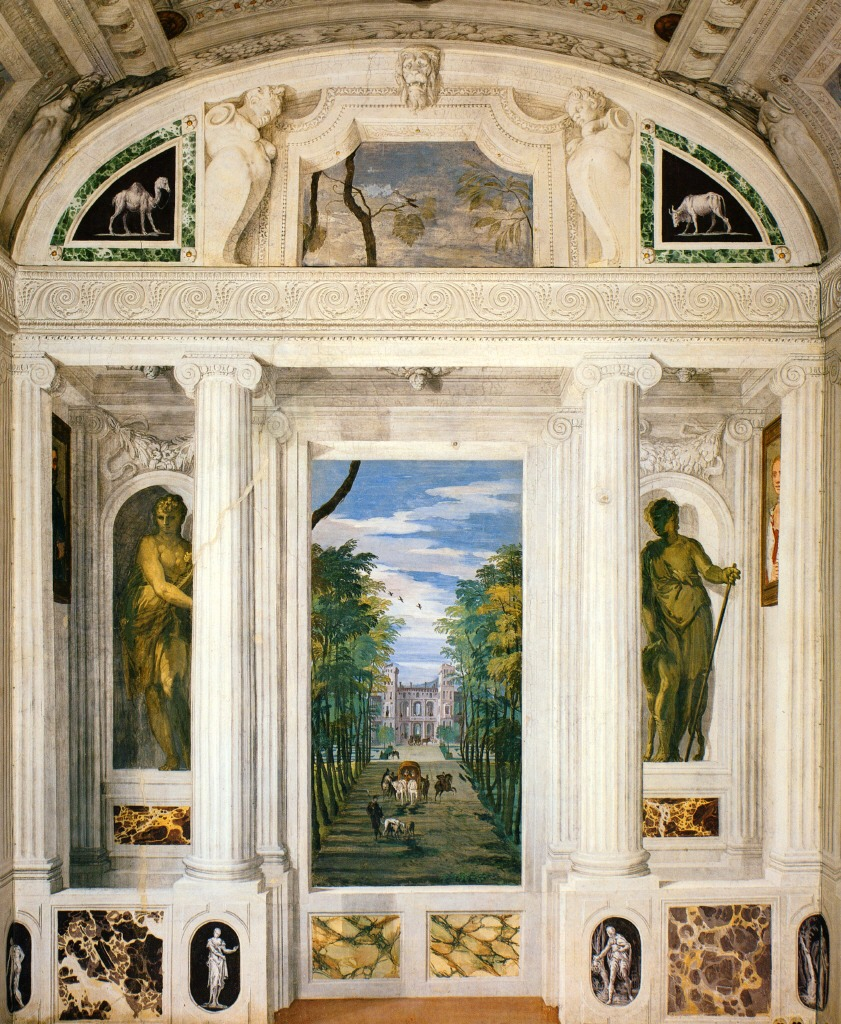
Торцовая стена зала
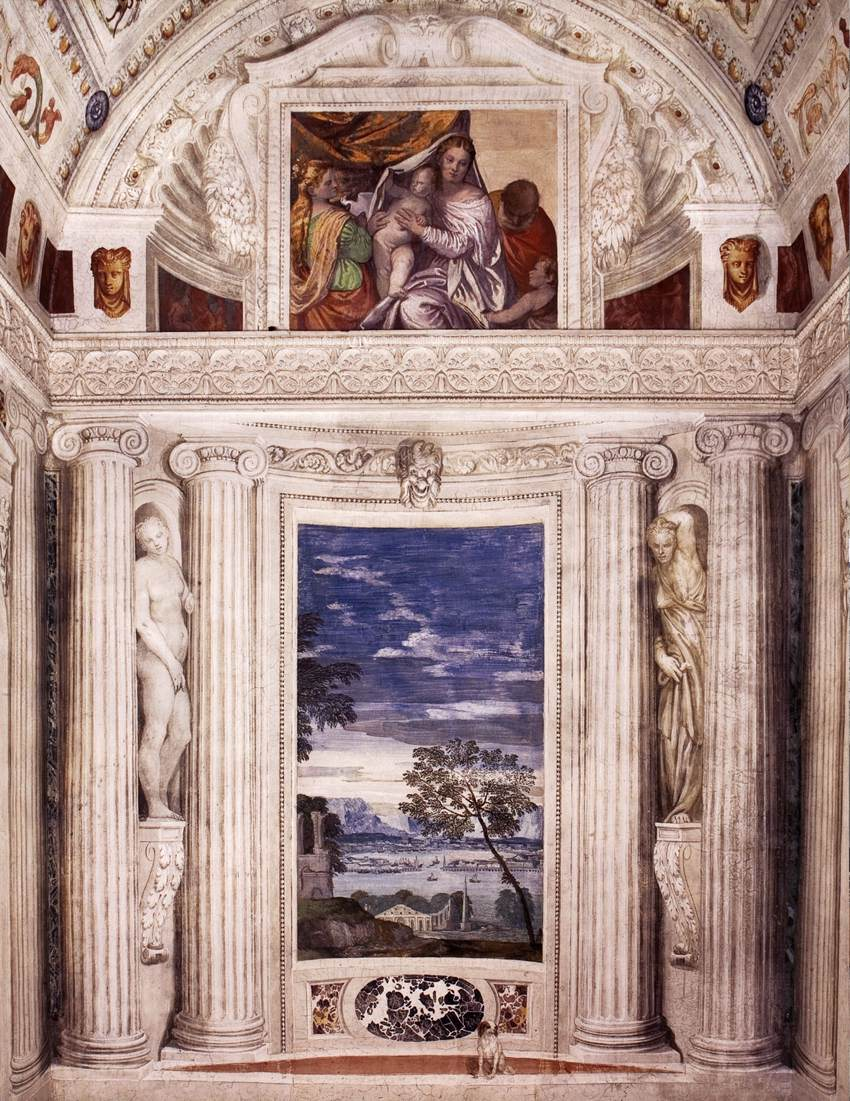
Роспись «Зала собаки»

На плафоне «Зала Вакха» (Sala di Bacco) Веронезе изобразил бога виноделия, угощающего вином пастухов. «Зал Олимпа» (Sala dell’Olimpo) получил название по изображению многочисленных олимпийских богов, изображённых в центре цилиндрического свода. По периметру центрального восьмиугольника представлены Афродита, Гермес, Артемида, Зевс, Арес и Аполлон, каждый из которых имеет соответствующие знаки зодиака. Фигуру в центре в белом, попирающую ногой дракона, ранее считали образом Божественной мудрости, ныне считают изображением богини плодородия Деметры. Свод завершается четырьмя монохромными отсеками, изображающими силы, регулирующие человеческую жизнь (Любовь, Верность, Изобилие и Фортуна), и четырьмя фигурами божеств, символизирующих стихии: Воздух, Огонь, Земля и Вода (Ария, Гефест, Рея, Посейдон). На иллюзорно написанных галереях в люнетах появляются реальные персонажи: с одной стороны Джустиниани-Барбаро, жена Маркантонио Барбаро, в сопровождении старой кормилицы и её сына Альвизе, с другой стороны двое старших сыновей: Альморо и Даниэле.
В люнетах свода «Зала Олимпа» помещены две группы божеств, представляющих четыре времени года. На каждой из длинных сторон зала написано по речному пейзажу с римскими руинами. Фигуры в десюдепортах и аллегорические фигуры в нишах своей мощной пластикой напоминают обнажённые фигуры Микеланджело в росписи свода Сикстинской капеллы в Ватикане.
«Зал собаки» (Sala del cane) наполнен аллегорическими композициями и римскими пейзажами в «квадратурах». Название произошло от шутливого изображения семейной собаки в нижней части одной из фресок.

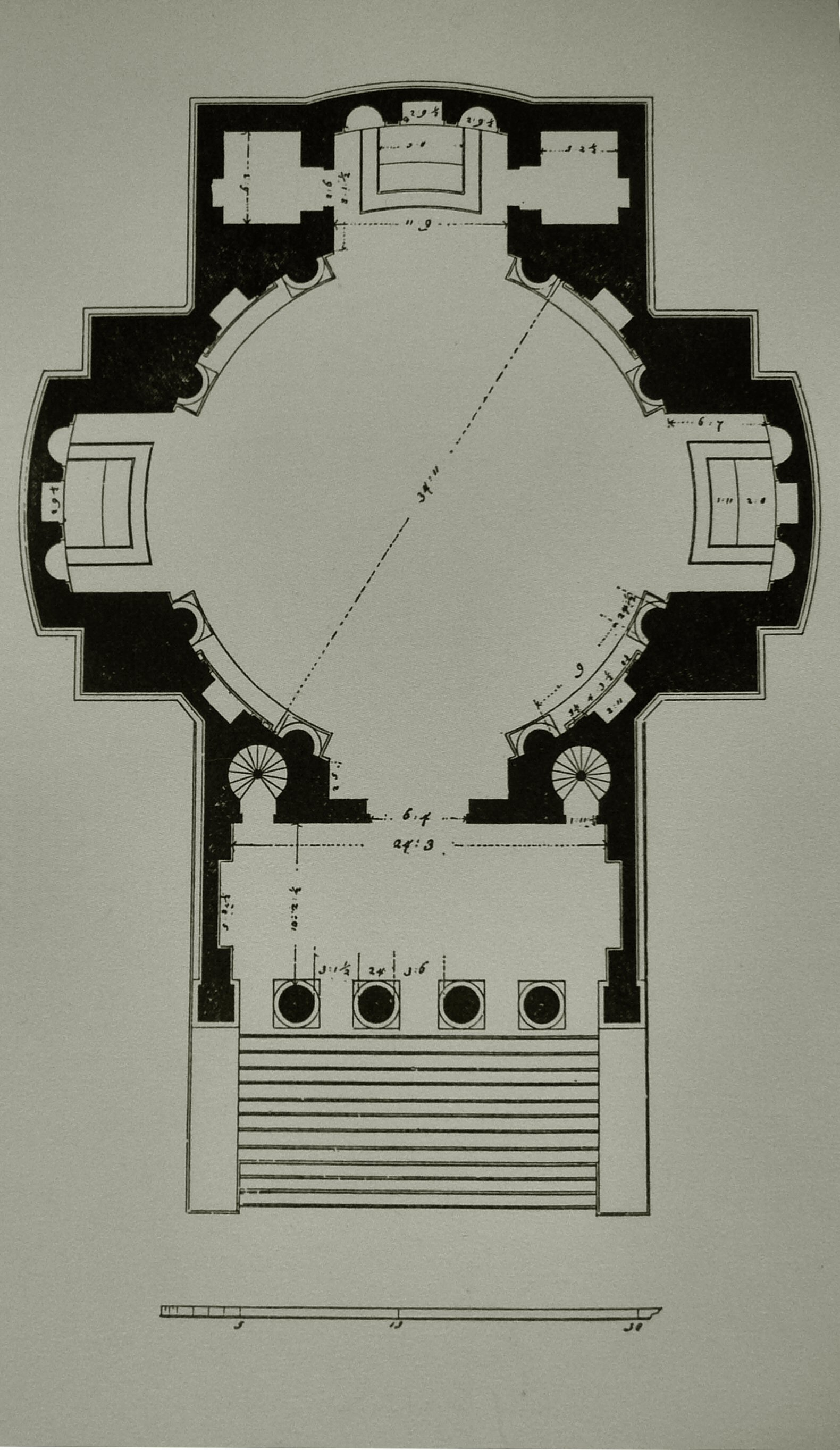
Темпьетто. План. Чертёж О. Бертотти-Скамоцци. 1783

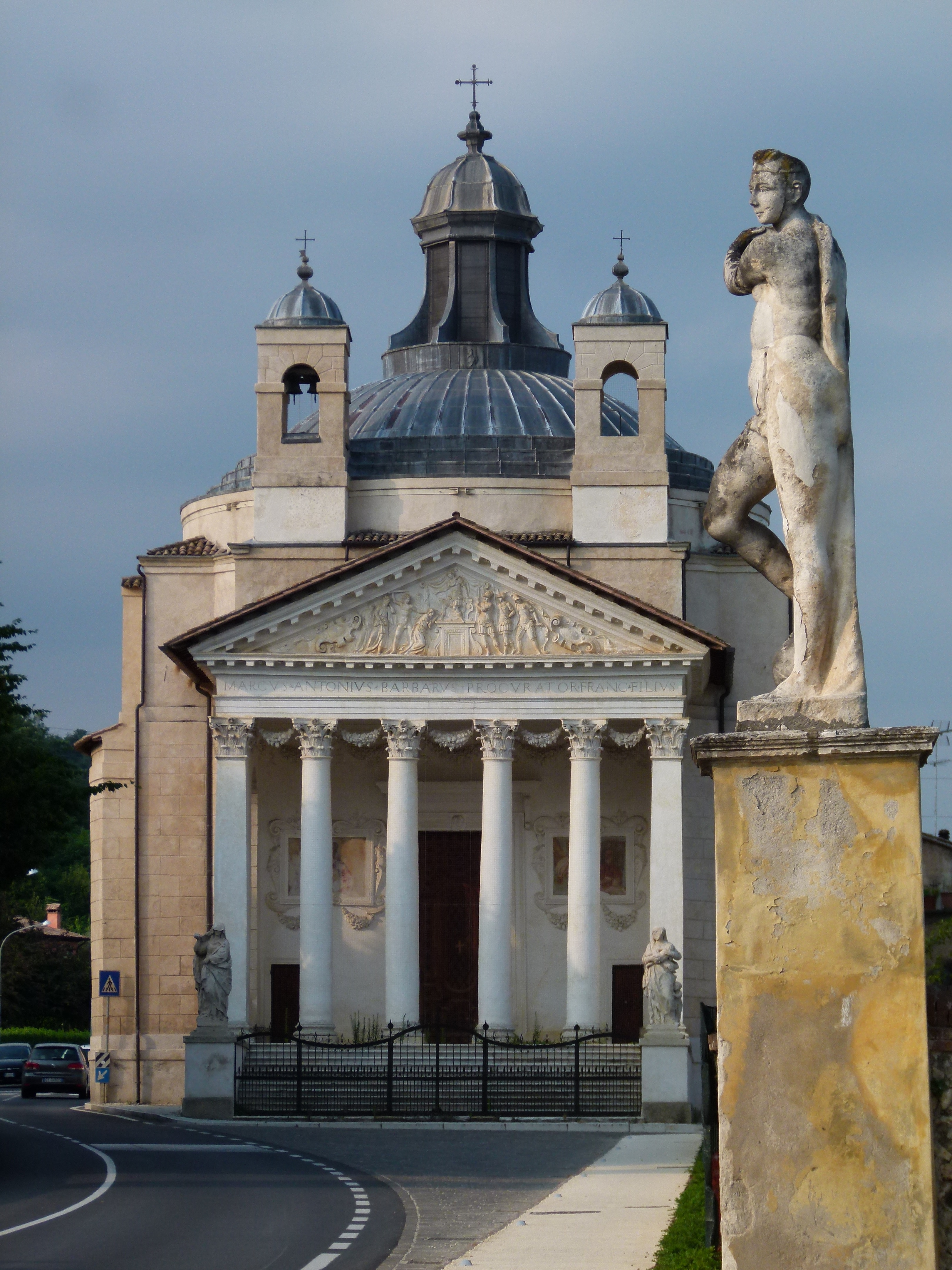
Темпьетто. Общий вид

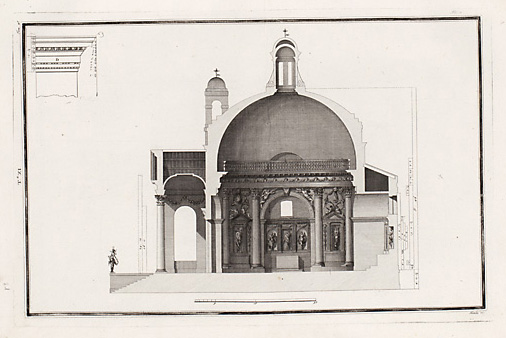
Разрез по продольной оси. Чертёж О. Бертотти-Скамоцци. 1783

## Нимфей
В архитектурный комплекс виллы входит парковое сооружение — нимфей. В античности — небольшое святилище, которое посвящали водным нимфам, обычно сооружалось у источника воды или водоёма. На вилле Барбаро полуциркульная в плане архитектурная конструкция с большой аркой в центре и скульптурами в нишах обрамляет природный источник с бассейном и, возможно, вдохновлена маньеристическим нимфеем на вилле Джулия в Риме (1550—1555) работы Джакомо да Виньолы и Бартоломео Амманати. Предполагается, что данный нимфей был создан по рисунку самого Маркантонио Барбаро, который также вырезал две большие скульптуры.

## Темпьетто
В поздний период своей жизни Палладио получил возможность построить небольшую приходскую церковь для обслуживания виллы Барбаро и деревни Мазер — Темпьетто (итал. Tempietto — храмик, небольшая церковь). Неизвестно в точности, когда был построен Темпьетто, но надпись на фризе, датированная 1580 годом, приводит имена как Палладио, так и его покровителя Маркантонио Барбаро. Темпьетто и театр Олимпико были последними работами Палладио, и традиция гласит, что архитектор умер в Мазере, прибыв посмотреть за ходом строительных работ.
Архитектор и его покровитель договорились о строительстве центрического здания, близкого к античным образцам. В некоторых других церковных заказах, таких как Церковь Иль Реденторе, Палладио был вынужден пойти против своих склонностей и предусмотреть протяжённый неф, но в Мазере ему удалось построить центрическую церковь с куполом и пристроенным портиком, образующим главный фасад. Необычно вытянутые колонны композитного ордера сочетаются с угловыми пилонами, а за треугольным фронтоном высятся две небольшие колокольни. Такая композиция относит эту необычную постройку к редкому в Италии типу «двубашенных храмов». Это единственный пример такой композиции в творчестве Палладио. Согласно одной из версий, она происходит от возведения городских и сельских усадебных домов-крепостей с двумя башнями по углам (итал. palazzo in fortezza).
Первоначально фасад, вероятно, выходил на небольшую площадь. В интерьере присутствует лепной декор, приписываемый Алессандро Витториа. Антаблемент интерьера завершается богатым декором из херувимов и усиков и образует переход к купольному своду.